# Monte Mai e Monte Monna
Monte Mai e Monte Monna este o arie protejată (arie specială de conservare — SAC, sit de importanță comunitară — SCI) din Italia întinsă pe o suprafață de 10.116 ha, integral pe uscat.

## Localizare
Centrul sitului Monte Mai e Monte Monna este situat la coordonatele 40°46′49″N 14°51′57″E / 40.780278°N 14.865833°E.

## Înființare
Situl Monte Mai e Monte Monna a fost declarat sit de importanță comunitară în mai 1995 pentru a proteja 18 specii de animale. Situl a fost protejat și ca arie specială de conservare în mai 2019.

## Biodiversitate
Situată în ecoregiunea mediteraneană, aria protejată conține 8 habitate naturale: Pajiști uscate seminaturale și facies de acoperire cu tufișuri pe substraturi calcaroase (Festuco-Brometalia) (* situri importante pentru orhidee), Pajiști uscate seminaturale și facies de acoperire cu tufișuri pe substraturi calcaroase (Festuco-Brometalia) (* situri importante pentru orhidee), Pante stâncoase calcaroase cu vegetație casmofită, Păduri de fag din Apenini cu Taxus și Ilex, Peșteri inaccesibile publicului, Pseudostepă cu ierburi și specii anuale de Thero-Brachypodietea, Tufărișuri termo-mediteraneene și de pre-deșert, Păduri de Castanea sativa.
La baza desemnării sitului se află mai multe specii protejate:
- păsări (4): porumbel gulerat (Columba palumbus), sfrâncioc roșiatic (Lanius collurio), mierlă (Turdus merula), sturz-cântător (Turdus philomelos)
- amfibieni (3): Bombina pachypus, Salamandrina terdigitata, Triturus carnifex
- mamifere (7): lupul (Canis lupus), liliac cu aripi lungi (Miniopterus schreibersii), liliac cu urechi de șoarece (Myotis blythii), liliac comun (Myotis myotis), liliacul mediteranean cu potcoavă (Rhinolophus euryale), liliacul mare cu potcoavă (Rhinolophus ferrumequinum), liliacul mic cu potcoavă (Rhinolophus hipposideros)
- nevertebrate (3): Euplagia quadripunctaria, Melanargia arge, Rosalia alpina
- reptile (1): șarpele cu patru dungi (Elaphe quatuorlineata)

Pe lângă speciile protejate, pe teritoriul sitului au mai fost identificate 3 specii de plante, 5 specii de amfibieni, 1 specie de mamifere, 1 specie de nevertebrate, 8 specii de reptile.